# Борщевский, Валентин Яковлевич
Валенти́н Я́ковлевич Борще́вский (20 апреля 1910, Долинское, Херсонская губерния — 3 апреля 1989, Днепропетровск) — советский украинский источниковед, историограф, краевед, историк. Доктор исторических наук (1964), профессор (1967).

## Биография
Родился 20 апреля 1910 года в селе Валегуцулово (ныне село Долинское Ананьевского района Одесской области Украины) в семье ветврача.
В 1930—1933 годах учился в сельскохозяйственном техникуме, работал участковым агрономом.
В 1935 году поступил на исторический факультет Одесского университета.
В 1940 году, после окончания университета, работал преподавателем Кременецкого учительского института (Тернопольская область). Участник Великой Отечественной войны.
С 1946 года работал старшим преподавателем, доцентом, деканом исторического факультета Днепропетровского университета, заведовал кафедрами: в 1952—1955 годах — истории СССР, в 1966—1972 — общей истории, в 1972—1978 годах — историографии и источниковедения, последние годы был профессором кафедры историографии и источниковедения.
В 1949 году защитил кандидатскую диссертацию «Победа советской власти в Екатеринославе», в 1964 году — докторскую диссертацию на тему «История рабочего класса и Советов Донецко-Криворожского бассейна в Октябрьской революции». Автор и соавтор более 50 работ.
Умер 3 апреля 1989 года в Днепропетровске.